# 森啓 (哲学者)
森 啓（もり あきら、1935年 - ）は、日本の哲学研究者、茨城大学名誉教授。

## 来歴
福岡県生まれ。京都大学大学院博士課程哲学専攻単位修得退学。茨城大学教養部助教授、教授、教育学部教授、1999年定年退官、名誉教授。

## 翻訳
- 省察(井上庄七共訳)デカルト 世界の名著 中央公論社 1967  のち中公クラシックス
- 神学大全 第10冊 トマス・アクィナス 創文社 1995.12